# 1793 Zoya
1793 Zoya је астероид главног астероидног појаса са средњом удаљеношћу од Сунца која износи 2,223 астрономских јединица (АЈ).
Апсолутна магнитуда астероида је 12,6.